# 徐盛
徐盛（约177年-227年或228年），字文嚮，徐州琅邪莒縣（今山東莒縣）人，三國時代東吳重要武將；是江東十二虎臣之一。以少勝多而聞名，多次防禦曹魏大軍進攻，封蕪湖侯。

## 生平

### 以少創敵
徐盛起初因為北方戰亂而到吳郡避亂。200年（建安五年），孙权繼兄長孫策統治江東，任命徐盛为别部司马，授予兵士五百人，守柴桑長，对抗劉表屬下的江夏太守黄祖。及後黄祖儿子黄射曾经率几千人进攻徐盛，当时徐盛以不到二百人的部下抵抗，杀伤黄射的部队千余人。其後开门主动出战，大败黄射，黄射于是不敢再次入侵。孙权升徐盛为校尉、芜湖令。当时蒋钦屯宣城，讨豫章贼，徐盛抓捕蒋钦屯吏，上表要斩杀，孙权因蒋钦在远地领兵，不许，徐盛因而担心蒋钦记恨。後因征讨临城南阿山盜賊有功，升为中郎将，督校兵。

### 狼狽敗逃
215年，孫權發動逍遙津之戰，張遼出城突襲。陳武戰死，徐盛受襲負傷，其部下軍旗兵丟掉自軍的牙旗，從後方救援的賀齊撿回徐盛的牙旗。

### 忠勤強勇
217年，后来曹操与孙权战于濡须，蒋钦与吕蒙持诸军节度，徐盛担心蒋钦尋找機會加害自己，但蒋钦总是对孙权赞扬徐盛，于是徐盛对蒋钦心服。曹操进攻濡须口，徐盛跟随孙权前去防御。
當時徐盛與孙权学友朱然被孫權安排在濡須督周泰统领，二人不服于在寒门出身的周泰之下，孙权借此到濡须坞(濡须口重要据点)摆宴设席犒赏诸将，期間令周泰脱下战袍，孫權以周泰的傷痕展示其戰功並做出獎賞，徐盛、朱然等将被孫權說得对周泰敬服。
魏军曾经大举进攻横江，徐盛和其他将领齊去征讨。当时徐盛等人乘坐的蒙衝戰船遇大风，戰船被吹到敌人控制的江岸。诸将見此恐惧，無人敢出击，唯獨徐盛带领士兵上岸突击敌人大軍，期間受到徐盛的大殺傷使得曹操軍披靡敗逃，风停了便返回吴军营寨，孙权得知后对此大为赞赏。

### 君辱臣泣
魏黃初二年（221年），孙权以諸侯身份向曹魏称藩屬結盟，曹魏派邢贞拜孙权为吴王。孙权到都亭迎接邢贞，邢贞卻在見孫權時露出傲慢神色，张昭对此很是生气，於是邢貞急著向群臣道謝。而徐盛更加愤怒，对同僚说：「我徐盛和大家不能挺身而出，为国家消滅曹魏和蜀漢，却让我们主公与邢贞这样的人来订盟约，这不是耻辱吗？」说完，泪流满面。邢贞听了，对随从说：「江东有这样的将、相，不会久居于人下的。」后来徐盛被升为建武将军，封都亭侯，领庐江太守，赐临城县为奉邑。
同年，刘备伐吴，發動彝陵之戰，但於次年（222年）在夷陵被陸遜以火攻擊敗，徐盛亦乘勢進擊，攻下刘备多处屯营，一路立功。

### 重整態勢
222年，魏將曹休出兵洞口，徐盛与吕范、全琮渡过长江前去防守，遭遇大风，损失了数千人，徐盛收集残部，与曹休隔江对峙。魏军乘船进攻，徐盛以少抗多，魏军不能取胜，贺齐率领的援军抵达战场，于是击退曹休等人。战后，徐盛升为安东将军，封芜湖侯。

### 疑城制防
吳黃武三年（224年），魏文帝曹丕大举攻吴，並打算渡過長江。徐盛建议在建业外围筑上围墙，建籬笆，並在墙上设置假箭楼，江中摆上战船。一眾将领都认为這没什么意义，但徐盛坚持将计划施行。曹丕到达广陵后，看到围墙惊愕不已。围墙连绵数百里，而长江正在涨水，于是曹丕放弃进攻，引军撤退。诸将于是十分佩服徐盛。
黃武年間（按其本傳，卒年應於224年與229年之間），徐盛病逝，由兒子徐楷承襲爵位。

## 家庭
- 徐楷

## 艺术形象

### 三國演義
在演義中，無論前期或者後期，徐盛與丁奉是一起登場和殺敵。在曹丕224年伐吳，徐盛與丁奉一起率軍迎敵，偃旗息鼓地在廣陵城內設蘆葦草人，裝作佈滿士兵的空城。曹丕在龍舟上聞曹真回報城裡沒有一人，認為是詭計打算下舟查探，但心裡拿不定注意詢問劉曄，但劉曄也跟曹丕一樣看法。當夜，曹丕軍舉起火把，燈火通明，反而江南沒有半點光。曹丕認為是詭計便撤退，而淮河佈滿事先浸滿魚油的蘆葦，徐盛把蘆葦點燃，大火連橫。

### 影视形象
- 1994年电视剧《三国演义》：张晓明
- 1994年电视剧《关公》：曹华兴
- 2010年电视剧《三国》：孙岩

### 動漫遊戲
- 《蒼天航路》（王欣太）
- 《火鳳燎原》（陳某）:設定為山家麾下刺客及傭兵組織「敗將」之成員老三，奉首領劉大之命與潘璋追隨孫權，曾和潘璋脅迫喬老爺歸順孫策。
- 《真·三國無雙8》（光榮特庫摩，新垣樽助配音）
- 《幻想三國誌5》（宇峻奧汀）
- 《三国杀》（金垚)

## 評價
- 蒋钦：“盛忠而勤强，有胆略器用，好万人督也。”
- 邢貞：“江东将相如此，非久下人者也。”
- 陳壽：“凡此諸將，皆江表之虎臣，孫氏之所厚待也。”
- 符生：“驍勇多權略，攻必取，戰必勝，關（關羽）、張（張飛）之流，萬人之敵者，則前將軍、新興王飛（霍去病），建切將軍鄧羌，立忠將軍彭越，安遠將軍范俱難，建武將軍徐盛。”（唐《晉書·載記第十二·符生傳》）
- 《徐州先贤赞》：“以敦直、勇气闻。魏王出濡须，孙权每选出战者，盛常在前。”
- 孫元晏：“欲把江山鼎足分，邢真銜冊到江南。當時將相誰堪重，徐盛將軍最不甘。”
- 章如愚：“如程普、黄盖、甘宁、徐盛、潘璋、朱然、朱桓、贺齐、凌统、全琮、吕范，皆智足以御众，勇足以却敌，未有不为守令之职者。”
- 刘咸炘：“程普最长，黄、韩从坚，蒋、周、陈、董从策，甘、凌、徐、潘则权所用也，丁奉行辈最后。”

## 延伸阅读
[在维基数据编辑]
 《三國志·卷55》，出自陳壽《三國志》